# Пяндекуяшор
Пяндекуяшор или Пяндекуя-Шор — река в России, протекает в Ненецком автономном округе. Устье реки находится в 117 км по левому берегу реки Серчейю. Длина реки составляет 22 км.

## Данные водного реестра
По данным государственного водного реестра России относится к Двинско-Печорскому бассейновому округу, водохозяйственный участок реки — Печора от впадения реки Уса до водомерного поста Усть-Цильма, речной подбассейн реки — Печора ниже впадения Усы. Речной бассейн реки — Печора.
Код объекта в государственном водном реестре — 03050300112103000073584.